# Tonawanda (town, New York)
Tonawanda è un comune degli Stati Uniti d'America, nella contea di Erie nello Stato di New York. È un sobborgo settentrionale della città di Buffalo.

## Località
Il comune di Tonawanda è formato dalle seguenti località:

### Village
- Kenmore

### Altre
- Brighton
- Brighton Park
- Green Acres
- Kenilworth
- Lincoln Park
- Old Town
- Parkview
- Sheridan Park
- Sheridan Parkside
- Tonawanda (CDP)